# Bernard Zimmer
Bernard Zimmer (* 30. April 1893 in Grandpré; † 2. Juli 1964 in Paris) war ein französischer Dramatiker, Dialog- und Drehbuchautor.

## Leben und Werk
Bernard Zimmer war zunächst als Rechtsanwalt tätig, wandte sich dann aber dem Journalismus zu. In den 1920er Jahren leitete er mit Alexandre Vialatte die Zeitschrift La Revue Rhénane. Danach widmete sich Zimmer dem Schauspiel. Er war mit dem Pariser Cartel des Quartres verbunden, einer Gruppe bestehend aus den vier Theaterleitern Louis Jouvet, Charles Dullin, Gaston Baty und Georges Pitoëff. Zimmer wurde als Autor zahlreicher Komödien bekannt, aber auch für seine Bearbeitung antiken Theaters. Seine Arbeiten wurden bei Éditions Gallimard veröffentlicht und auf den Pariser Bühnen mit Erfolg aufgeführt:
- Le Veau gras, Théâtre de l’Atelier 1924
- Les Zouaves, Théâtre de l’Atelier 1925
- Bava l’Africain, 1926 Comédie des Champs-Élysées
- Les Oiseaux, frei nach Aristophanes, Théâtre de l’Atelier 1928
- Le Coup du Deux-Décembre 1851, Comédie des Champs-Élysées 1928
- Beau Danube Rouge, Théâtre Montparnasse 1931

Bernard Zimmer war zudem Komponist von Liedern und zwischen 1932 und 1956 als Drehbuchautor und Dialogautor für zahlreiche Filme aktiv, darunter:
- 1932 – Un rêve blond, Bearbeitung, Dialoge
- 1932 – À moi le jour, à toi la nuit, Dialoge
- 1933 – La Bataille, Dialoge
- 1934 – Cessez le feu, Dialoge
- 1934 – Liliom, Dialoge
- 1934 – The Battle, Drehbuch
- 1934 – Caravane, Skript
- 1935 – La Kermesse héroïque, Skript, Dialoge
- 1936 – Deuxième Bureau, Drehbuchautor
- 1936 – Au service du tsar, Dialoge
- 1937 – Le Coupable, Drehbuchautor
- 1937 – Marthe Richard, au service de la France, Dialoge
- 1937 – Spiel der Erinnerung (Un carnet de bal), Bearbeitung, Dialoge
- 1937 – La Dame de pique, Dialoge
- 1938 – Les Gens du voyage, Dialoge
- 1938 – Fahrendes Volk, Dialoge
- 1938 – Le Joueur, Bearbeitung, Dialoge
- 1938 – Schachnovelle (Le Joueur d’échecs), Drehbuch
- 1938 – Le Capitaine Benoît, Skript
- 1939 – Le Veau gras, Schauspiel
- 1941 - Dezembernacht (Nuit de décembre), Dialoge
- 1942 – La Neige sur les pas, Dialoge
- 1942 - Der Oberst des Kaisers (Pontcarral, colonel de l’empire), Skript, Dialoge
- 1943 – Secrets, Bearbeitung, Dialoge
- 1943 – Un seul amour, Skript, Bearbeitung
- 1944 – Le Bossu, Drehbuch
- 1944 – L’Homme à femmes, Bearbeitung, Dialoge, Skript
- 1945 – Le Père Goriot, Skript, Bearbeitung
- 1946 – Le Capitan, Skript
- 1948 – Fort de la solitude, Dialoge, Drehbuch
- 1950 – Souvenirs perdus, Dialoge
- 1952 – Le Jugement de Dieu, Bearbeitung, Dialoge
- 1956 – Marie-Antoinette reine de France, Dialoge, Skript

Bernard Zimmer war mit der Pariser Buchbinderin Germaine Schroeder verheiratet, aus deren Verbindung die Söhne Jacques (* vor oder im Jahr 1924) und Pierre (* 1927, Filmschauspieler) entstammten.